# Johann Georg Feder
Pour les articles homonymes, voir Feder.
Johann Georg Feder, né le 15 mai 1740 à Schornweisbach près de Bayreuth et mort le 22 février 1821 à Hanovre, est un philosophe bavarois.

## Biographie
Feder fut professeur de philosophie à Göttingen, puis directeur du collège Oeorgianum et de la bibliothèque à Hanovre.
On a de lui : 
- Recherches sur la volonté humaine, 1779-1793 ;
- Principes de la connaissance de la volonté, 1783.

Il combattit Emmanuel Kant et enseigna une morale accessible à tous. Il fut membre des Illuminés de Bavière sous le pseudonyme de Marcus Aurelius (il signait Primo dans ses correspondances).